# Crudia penduliflora
Crudia penduliflora är en ärtväxtart som beskrevs av Henry Nicholas Ridley. Crudia penduliflora ingår i släktet Crudia, och familjen ärtväxter. IUCN kategoriserar arten globalt som sårbar. Inga underarter finns listade i Catalogue of Life.